# EMI (bedrijf)
Elektrotechnische Mechanische Industrie (EMI) is een Nederlands bedrijf te Zaltbommel dat vroeger elektromotoren vervaardigde en tegenwoordig gespecialiseerd is in ventilatoren.

## Geschiedenis
EMI werd opgericht in 1897 onder de naam: Firma J.W.H. Uytenbogaart in Utrecht. Het was een fabriekje van kleine elektromotoren dat was gevestigd aan de Plompetorengracht. Dit bedrijf was zeer winstgevend en in 1902 werd het omgezet in de N.V. Elektrotechnische Mechanische Industrie v/h J.W.H. Uytenbogaart, sinds 1912 N.V. EMI geheten.
De fabriek groeide en verhuisde in 1914 naar een nieuw pand aan het Merwedekanaal, buiten de stad gelegen. Twee ontwikkelingen stimuleerden deze groei. In de eerste plaats de opkomst van de fiets, waartoe fietsdynamo's werden geproduceerd. In de tweede plaats de overgang van gelijkstroomnetten naar wisselstroomnetten, waartoe naast gelijkstroom- ook wisselstroommotoren moesten worden geleverd.
EMI was een toeleverancier voor tal van fabrikanten, variërend van telecommunicatie tot naaimachines. In 1954 werd het bedrijfsgebouw in Utrecht flink uitgebreid, in 1955 werd een filiaal te Amersfoort in gebruik genomen voor de vervaardiging van motoren in seriebouw. Midden jaren 50 van de 20e eeuw werkten er rond de 500 mensen. Daar trad een teruggang in door het wegvallen van de Indonesische markt waarvoor grote hoeveelheden plafondventilatoren werden gemaakt. In 1963 werd EMI overgenomen door Indola, samen met de Industriële Onderneming Braskamp te Rijswijk. De combinatie telde 1400 werknemers, en bevond zich in de sfeer van het conglomeraat R.S. Stokvis. In 1965 werd EMI onderdeel van de fusie van Indola met Van der Heem en zo opgenomen in het Indo-Heem concern. Dit kwam op zijn beurt weer in handen kwam van Hagemeyer. Er werden boormachines vervaardigd onder de merknaam Indola Electric, maar toen Hagemeyer het cosmeticabedrijf Indola in 1983 verkocht, ging het merk Indolec heten. Verder werden er onder de naam EMI ventilatoren geproduceerd.
Onder Hagemeyer ging het niet goed, aangezien dit handelshuis geen ervaring met het leiden van industriële bedrijven had. Er volgden inkrimpingen en uiteindelijk bleven slechts 65 mensen in dienst. De fabriek in Utrecht werd afgestoten, een nieuw pand in Zaltbommel werd betrokken. Men specialiseerde zich verder in ventilatoren en regelapparatuur.  Uiteindelijk werd EMI verkocht aan Vostermans Companies. EMI werd een merk van de divisie Vostermans Ventilation, een in Venlo gevestigd concern. De authentieke EMI ventilator wordt op dit moment niet meer gemaakt. Naast ventilatoren worden andere componenten van klimaatregelingssystemen geproduceerd, onder meer voor toepassing in de intensieve veehouderij.
Het bedrijf moet niet verward worden met de voormalige platenmaatschappij EMI, hoewel de officiële naam ervan (Electric and Musical Industries Ltd.) veel leek op die van het Nederlandse EMI.